# Zorin OS
Zorin OS — дистрибутив Linux для персональных, учебных и офисных компьютеров, создаваемый с целью облегчить переход с Windows в Linux-подобную операционную систему. В Zorin OS используются приложения, которые могут изменить внешний вид операционной системы так, чтобы она напоминала Windows XP/7/10/11, macOS, Linux Ubuntu. Последняя версия Zorin OS 17 использует кодовую базу Ubuntu 22.04.

## Редакции
- Бесплатные:
  - базовая (Core),
  - образовательная (Educational),
  - облегченная (Lite) (XFCE),
  - Educational Lite.
- Платные:
  - Business (множество программ, включая приложения для бухгалтерского учёта, анализа состояния запасов, базы данных, розничной торговли, обработки текстов, электронных таблиц и прочих),
  - Максимальная (Ultimate) (то же, что и в Business, плюс мультимедиа и поддержка игр PlayOnLinux).

| Редакция  | LibreOffice | Проф. рабочий стол на основе Gnome | Лёгкий и быстрый рабочий стол на основе XFCE | Zorin Connect | Внешний вид Zorin | Внешний вид Zorin (дополнительные темы: macOS, Gnome и Ubuntu) | Образоват. программы и игры | Лучшие бизнес и медиа приложения | Более 20 игр | Поддержка Zorin при установке |
| --------- | ----------- | ---------------------------------- | -------------------------------------------- | ------------- | ----------------- | -------------------------------------------------------------- | --------------------------- | -------------------------------- | ------------ | ----------------------------- |
| ULTIMATE  | Да          | Да                                 | Да                                           | Да            | Да                | Да                                                             | Нет                         | Да                               | Да           | Да                            |
| CORE      | Да          | Да                                 | Нет                                          | Да            | Да                | Нет                                                            | Нет                         | Нет                              | Нет          | Нет                           |
| LITE      | Да          | Нет                                | Да                                           | Нет           | Да                | Нет                                                            | Нет                         | Нет                              | Нет          | Нет                           |
| EDUCATION | Да          | Да                                 | Да                                           | Да            | Да                | Нет                                                            | Да                          | Нет                              | Нет          | Нет                           |

## Минимальные требования к системе
Для обычных версий (не Lite):
- 1 ГГц процессор x64
- 10 (Core, Education) или 20 (Business, Ultimate) Гб места на жестком диске
- 2 Гб системной памяти (ОЗУ)
- видеокарта с поддержкой разрешения 640x480

Для версий на основе XFCE (Lite):
- 700 МГц процессор x86
- 8 Гб места на жестком диске
- 512 МБ системной памяти (ОЗУ)
- видеокарта с поддержкой разрешения 640x480

## История и процесс разработки
Zorin OS была анонсирована в сентябре 2008 года. Название дистрибутив получил от фамилии генерального директора компании, студента из Дублина Артёма Зорина, родители которого много лет назад переехали с Украины в Ирландию. В планах было создать на основе Ubuntu Linux операционную систему для пользователей Microsoft Windows, которым было трудно переходить на Linux. В планах было выпустить Zorin OS 1 января 2009 года, но релиз был отложен из-за технических трудностей. Первая бета-версия Zorin OS была выпущена 5 мая 2009 года. Вторая бета-версия, Zorin OS Lite, была выпущена 30 мая 2009 года, это была урезанная версия оригинала, вышедшего ранее. Планировавшийся другой вариант Zorin OS, предназначенный для образовательных целей, был отменён. Первая стабильная версия Zorin OS была выпущена 1 июля 2009 года. Zorin OS 1.0 привлекла внимание более 4000 посетителей, из которых четверть начали использовать Zorin OS в первую неделю релиза.
Zorin OS была протестирована в Кении и других африканских странах в сфере образования. Эта программа была начата благодаря инициативе ирландской благотворительной организации.
Zorin OS Limited Edition '09 была выпущена 7 декабря 2009 года. Это была предварительная версия Zorin OS 2.0. Она была доступна только для покупки на DVD.
Релиз Zorin OS 2.0 состоялся 1 января 2010 года. Эта новая версия включала переработанный пользовательский интерфейс, новые темы и обои, новые и обновлённые программы, дополнительные функции и многое другое. После опроса было решено добавить пользовательский интерфейс, похожий на Windows 7. Новая тема называется «Shine», были добавлены также новые программы, такие как видеоредактор Kino и клиент сетей мгновенного обмена сообщениями Empathy.

## Особенности
Zorin OS включает в себя довольно стандартный выбор программного обеспечения в обычной версии (больший выбор доступен в версиях Premium, Gamer, Business и Ultimate, которые требуют пожертвования). Google Chrome является браузером по умолчанию, хотя и Firefox, Opera и Midori могут быть установлены довольно легко с помощью Zorin Web Browser Manager. Rhythmbox является музыкальным проигрывателем по умолчанию. GIMP, который похож на Adobe Photoshop, также включён. LibreOffice установлен в качестве офисного пакета.

## Установка
Zorin Look Changer, предназначенный для выбора первоначального варианта внешнего вида, отключён при запуске с DVD. Zorin OS использует инсталлятор Ubiquity, который позволяет пользователю пройти все этапы инсталляции.
- Zorin Look Changer
- Zorin OS 11 выглядит как Windows 7
- Zorin OS 11 выглядит как Windows XP
- Zorin OS 11 выглядит как GNOME 2

## Релизы
| Версия                            | Дата релиза      | Основа         | Окончание срока поддержки |
| --------------------------------- | ---------------- | -------------- | ------------------------- |
| 1.0                               | 1 июля 2009      |                |                           |
| Limited Edition '09 (2.0 Preview) | 7 декабря 2009   |                |                           |
| 2.0                               | 1 января 2010    |                |                           |
| 3.0                               | 10 июня 2010     |                |                           |
| 4.0                               | 22 декабря 2010  | Ubuntu 10.10   |                           |
| 5.0                               | 5 июня 2011      |                |                           |
| 5.1                               | 9 февраля 2012   |                |                           |
| 5.2                               | 23 марта 2012    |                |                           |
| 6.0                               | 18 июня 2012     |                | 26 апреля 2017            |
| 6.1                               | 8 ноября 2012    |                | 26 апреля 2017            |
| 6.2                               | 16 февраля 2013  |                | 26 апреля 2017            |
| 6.3                               | 13 мая 2013      |                | 26 апреля 2017            |
| 6.4                               | 28 августа 2013  |                | 26 апреля 2017            |
| 7                                 | 9 июня 2013      |                | 27 января 2014            |
| 8                                 | 27 января 2014   | Ubuntu 13.10   | 17 июля 2014              |
| 9                                 | 15 июля 2014     |                | апрель 2019               |
| 10                                | 1 августа 2015   | Ubuntu 15.04   | 4 февраля 2016            |
| 11                                | 3 февраля 2016   | Ubuntu 15.10   | 22 июля 2016              |
| 12                                | 18 ноября 2016   | Ubuntu 16.04   | апрель 2021               |
| 12.1                              | 27 февраля 2017  | Ubuntu 16.04   | апрель 2021               |
| 12.2                              | 8 сентября 2017  | Ubuntu 16.04   | апрель 2021               |
| 12.3                              | 15 марта 2018    | Ubuntu 16.04   | апрель 2021               |
| 12.4                              | 13 августа 2018  | Ubuntu 16.04   | апрель 2021               |
| 15                                | 5 июня 2019      | Ubuntu 18.04.2 |                           |
| 15.1                              | 12 декабря 2019  | Ubuntu 18.04.2 |                           |
| 15.2                              | 5 марта 2020     | Ubuntu 18.04.2 |                           |
| 15.3                              | 8 сентября 2020  | Ubuntu 20.04   |                           |
| 16                                | 17 августа 2021  | Ubuntu 20.04   |                           |
| 16.1                              | 10 марта 2022    | Ubuntu 20.04   |                           |
| 16.2                              | 27 октября 2022  | Ubuntu 20.04   |                           |
| 16.3                              | 27 июля 2023     | Ubuntu 20.04   |                           |
| 17                                | 20 декабря 2023  | Ubuntu 20.04   |                           |
| 17.1                              | 7 марта 2024     | Ubuntu 20.04   |                           |
| 17.2                              | 17 сентября 2024 | Ubuntu 20.04   |                           |
| 17.3                              | 26 марта 2025    | Ubuntu 22.04   |                           |
| Версия                            | Дата релиза      | Основа         | Окончание срока поддержки |

Условные обозначения:
6.4 — версии с длительной поддержкой
 Старая версия
 Старая, но всё ещё поддерживаемая версия
 Текущая стабильная версия

## Отзывы и критика
В обзоре на Unixmen.com рецензент отмечает среди особенностей Zorin OS возможность лёгкого выбора концепции внешнего вида рабочего стола и используемых браузеров. В итоге заключает, что система свежа, интересна и концептуальна. В рецензии на сайте LinuxUser&Developer говорится, что Zorin OS достигла поставленной цели подражания Windows, но, с другой стороны, предоставляет совершенно запутанный выбор между бесплатными и платными версиями, что не может способствовать оттоку пользователей Windows на данную систему.